# 北海道中央バス赤平ターミナル
座標: 北緯43度33分24.39秒 東経142度3分0.44秒 / 北緯43.5567750度 東経142.0501222度

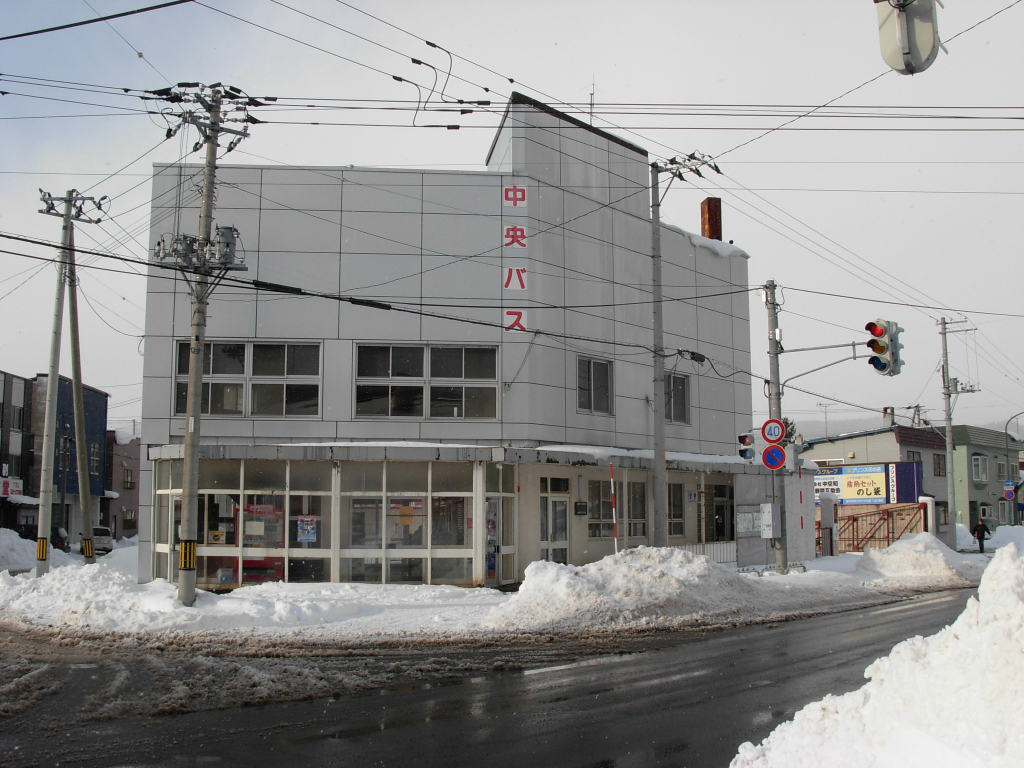
赤平ターミナル

北海道中央バス赤平ターミナル（ほっかいどうちゅうおうバスあかびらターミナル）は、北海道赤平市錦町2丁目1-1に設置していた北海道中央バス滝川営業所管轄のバスターミナル施設である。

## 概要
1961年（昭和36年）10月1日に赤平出張所として開設され、1964年（昭和39年）9月30日に赤平ターミナルとして移転新築された。1967年（昭和42年）3月1日に赤平営業所となったが、1973年（昭和48年）10月21日に滝川営業所と統合し滝川営業所赤平ターミナルとなった。
開設以来赤平市内の交通拠点として使われてきたが、炭鉱閉山や過疎化による利用者減に加えて施設も老朽化したため、2008年（平成20年）12月1日付で廃止され、跡地は更地となった。代替として「赤平駅前」停留所が設置されている。

## バスターミナル構造
2番のりばまであり、待合所が設置されていた。乗車券販売窓口のほか、自動券売機が設置されていた。以前は3番のりばまで用いていたが、バスターミナルの敷地がとても狭く、三角形の形状となっており、除雪その他管理運営上の都合により1・2番のりばのみ使用していた。
廃止時点
- 1番のりば
  - 滝川・砂川方面（滝芦線）
  - 赤平昭和方面（歌志内線）
- 2番のりば
  - 札幌・富良野方面（高速ふらの号）
  - 芦別方面（滝芦線）
  - 歌志内方面（歌志内線）
- 旧3番線
  - 未使用（管理スペースほか）

- 降車専用箇所は設けず、乗降同時取り扱いとしていた。
- 高速バス運行開始前は、1番のりば- 滝川方面、2番のりば- 芦別方面、3番のりば- 歌志内線・富平線と、表示され方面別にのりば運用されていたが、稀に特急便・普通便の同一方面同時着時や、富平線など「3番のりばへの出入りができない」特急専用車の間合い運用時などは表示に捉われない臨機応変な運用となっていた。

## 周辺
- 赤平駅
  - 赤平市交流センターみらい
- 赤平市役所

ただし、中央バスの最寄停留所は、「赤平市役所」
- 赤平市公民館
- 市立赤平病院
- 北洋銀行赤平支店 - 2025年6月9日付で滝川支店（滝川市）内の店舗内店舗となる[1]。
- 北門信用金庫赤平支店

## 赤平車庫
- 赤平市東文京町2丁目・北海道中央バス「文京町」停留所前に、かつてバス車庫が所在した。

同地に所在していた車庫建物は現在解体され、舗装・駐車場となっており、2012年6月撮影のGoogle ストリートビューでは、バス待機場として利用している画像が見られる。